# Rochetaillée-sur-Saône
Rochetaillée-sur-Saône ist eine französische Gemeinde mit 1546 Einwohnern (Stand 1. Januar 2022) in der Métropole de Lyon in der Region Auvergne-Rhône-Alpes.

## Lage
Rochetaillée-sur-Saône liegt fünf Kilometer nördlich von Lyon am linken Ufer der Saône.

## Geschichte
Étienne II. de Villar übernahm 1150 die Herrschaft Rochetaillée und baute eine erste Burg. Während eines Angriffs der Hugenotten im Jahr 1562 wurde die Burg niedergebrannt, das Dorf zerstört. In der ersten Hälfte des 17. Jahrhunderts, hatten die Dorfbewohner mit allerlei Plagen zu kämpfen: Zwischen 1628 und 1629 wütete die Pest in der Region und 1636 zerstörte eine Überschwemmung den Ort.

## Verkehr
Durch die Gemeinde führt die D433, die nördlich auf die Autoroute A46 führt und südlich nach Lyon.

## Sehenswürdigkeiten
Hoch über der Stadt und dem Fluss liegt das Château de Rochetaillée-sur-Saône auf einer Anhöhe. Die Burg wurde im 12. Jahrhundert erbaut, ging nach der Französischen Revolution 1790 in Staatseigentum über und verfiel zunehmend. 1892 führt Pierre Claude Bellingard eine erste Restaurierung durch. Mit der Übernahme der Burg im Jahr 1902 restaurierte Jean Joseph Clerc die Burg und baute sie zum Schloss aus. 1959 erwarb Henry Malartre das Schloss und richtete darin das Automobilmuseum Musée Henri Malartre ein.